# Aftimios Ofiesh
Aftimios Ofiesh (nascido: Abdullah Ofiesh; 22 de outubro de 1880, Bikfaya, Metn, Líbano -  24 de julho de 1966, Kingston, Condado de Luzerne, Pensilvânia, EUA), foi um bispo ortodoxo do início do século XX nos Estados Unidos, servindo como sucessor imediato de São Rafael de Brooklyn sob os auspícios da Igreja Ortodoxa Russa. Ele ocupou o título de Bispo do Brooklyn de 1917 a abril de 1933, fundou e liderou a Igreja Católica Ortodoxa Americana por seis anos e é, talvez, mais conhecido como sendo a fonte de várias linhas de sucessão de episcopi vagantes.